# Uddjaure
Le Uddjaure est un lac du comté de Norrbotten en Suède.